# Ctenopelma bicolor
Ctenopelma bicolor är en stekelart som beskrevs av Barron 1981. Ctenopelma bicolor ingår i släktet Ctenopelma och familjen brokparasitsteklar. Inga underarter finns listade i Catalogue of Life.